# Liste der Stolpersteine in Riedstadt
Die Liste der Stolpersteine in Riedstadt enthält die Stolpersteine, die im Rahmen des gleichnamigen Kunst-Projekts von Gunter Demnig in Riedstadt verlegt wurden. Mit ihnen soll an die Opfer des Nationalsozialismus erinnert werden, die in Riedstadt lebten und wirkten.
Die letzte Verlegung fand am 26. Oktober 2019 statt.

## Crumstadt
| Name                      | Adresse                      | Bild | Inschrift | Verlegedatum  | Biografie und Anmerkungen |
| ------------------------- | ---------------------------- | ---- | --- | ------------- | ------------------------- |
| Jakob Hiemenz             | Darmstädter Straße 26 ·      |      | Hier wohnte Jakob Hiemenz Jg. 1902 verhaftet Gefängnis Butzbach ermordet 20.1.1934                                                               | 7. Juli 2016  |                           |
| Josef Mayer               | Friedrich-Ebert-Straße 2 ·   |      | Hier wohnte Josef Mayer Jg. 1861 Flucht 1938 USA                                                                                                 | 7. Juli 2016  |                           |
| Regine Mayer              | Friedrich-Ebert-Straße 2 ·   |      | Hier wohnte Regine Mayer geb. Mayerfeld Jg. 1860 gedemütigt/entrechtet tot 2.8.1935                                                              | 7. Juli 2016  |                           |
| Isidor Heim               | Friedrich-Ebert-Straße 12 ·  |      | Hier wohnte Isidor Heim Jg. 1879 unfreiwillig verzogen Frankfurt deportiert 1942 Theresienstadt ermordet 3.4.1945                                | 7. Juli 2016  |                           |
| Dina Heim                 | Friedrich-Ebert-Straße 12 ·  |      | Hier wohnte Dina Heim geb. Bruchfeld Jg. 1879 unfreiwillig verzogen Frankfurt gedemütigt/entrechtet Flucht in den Tod 1942                       | 7. Juli 2016  |                           |
| Elsa Heim                 | Friedrich-Ebert-Straße 12 ·  |      | Hier wohnte Elsa Heim verh. Wallach Jg. 1912 Flucht 1938 USA                                                                                     | 7. Juli 2016  |                           |
| Willy Bach                | Friedrich-Ebert-Straße 18a · |      | Hier wohnte Willy Bach Jg. 1872 unfreiwillig verzogen Frankfurt Flucht 1938 USA                                                                  | 7. Juli 2016  |                           |
| Berta Bach                | Friedrich-Ebert-Straße 18a · |      | Hier wohnte Berta Bach geb. Bruchfeld Jg. 1875 unfreiwillig verzogen Frankfurt gedemütigt/entrechtet tot 1937                                    | 7. Juli 2016  |                           |
| Jakob Bach                | Friedrich-Ebert-Straße 18a · |      | Hier wohnte Jakob Bach Jg. 1901 unfreiwillig verzogen Frankfurt Flucht 1938 USA                                                                  | 7. Juli 2016  |                           |
| Thea Bach                 | Friedrich-Ebert-Straße 18a · |      | Hier wohnte Thea Bach geb. Strauss Jg. 1910 unfreiwillig verzogen Frankfurt Flucht 1938 USA                                                      | 7. Juli 2016  |                           |
| Ludwig Bruchfeld          | Friedrich-Ebert-Straße 28 ·  |      | Hier wohnte Ludwig Bruchfeld Jg. 1871 Flucht 1938 Chile                                                                                          | 28. Jan. 2016 |                           |
| Rosa Bruchfeld            | Friedrich-Ebert-Straße 28 ·  |      | Hier wohnte Rosa Bruchfeld geb. Hochschild Jg. 1876 Flucht 1938 Chile                                                                            | 28. Jan. 2016 |                           |
| Marx Bruchfeld            | Friedrich-Ebert-Straße 28 ·  |      | Hier wohnte Marx Bruchfeld Jg. 1902 Flucht 1935 Chile                                                                                            | 28. Jan. 2016 |                           |
| Leo Friedrich Bruchfeld   | Friedrich-Ebert-Straße 31 ·  |      | Hier wohnte Leo Friedrich Bruchfeld Jg. 1888 Flucht 1937 Uruguay                                                                                 | 28. Jan. 2016 |                           |
| Berta Bruchfeld           | Friedrich-Ebert-Straße 31 ·  |      | Hier wohnte Berta Bruchfeld geb. Herz Jg. 1896 Flucht 1937 Uruguay                                                                               | 28. Jan. 2016 |                           |
| Lore Bruchfeld            | Friedrich-Ebert-Straße 31 ·  |      | Hier wohnte Lore Bruchfeld verh. Levi Jg. 1922 Flucht 1937 Uruguay                                                                               | 28. Jan. 2016 |                           |
| David Sonnheim            | Friedrich-Ebert-Straße 32 ·  |      | Hier wohnte David Sonnheim Jg. 1885 'Schutzhaft' 1938 Buchenwald deportiert 1942 Piaski ermordet                                                 | 12. Mai 2017  |                           |
| Clara Sonnheim            | Friedrich-Ebert-Straße 32 ·  |      | Hier wohnte Clara Sonnheim geb. Bruchfeld Jg. 1885 deportiert 1942 Piaski ermordet                                                               | 12. Mai 2017  |                           |
| Bertha Hedwig Sonnheim    | Friedrich-Ebert-Straße 32 ·  |      | Hier wohnte Bertha Hedwig Sonnheim verh. Kühne Jg. 1914 deportiert 1941 Riga-Jungfernhof Flucht USA                                              | 12. Mai 2017  |                           |
| Gretel Sonnheim           | Friedrich-Ebert-Straße 32 ·  |      | Hier wohnte Gretel Sonnheim Jg. 1920 deportiert 1942 Piaski ermordet                                                                             | 12. Mai 2017  |                           |
| Leopold Bruchfeld         | Friedrich-Ebert-Straße 40 ·  |      | Hier wohnte Leopold Bruchfeld Jg. 1885 Flucht 1938 Uruguay                                                                                       | 15. Okt. 2015 |                           |
| Rosa Bruchfeld            | Friedrich-Ebert-Straße 40 ·  |      | Hier wohnte Rosa Bruchfeld geb. Landecker Jg. 1891 Flucht 1938 Uruguay                                                                           | 15. Okt. 2015 |                           |
| Adolf Morgenthau          | Friedrich-Ebert-Straße 48 ·  |      | Hier wohnte Adolf Morgenthau Jg. 1878 Flucht 1939 Argentinien                                                                                    | 12. Mai 2017  |                           |
| Bertha Morgenthau         | Friedrich-Ebert-Straße 48 ·  |      | Hier wohnte Bertha Morgenthau geb. Wolf Jg. 1891 Flucht 1939 Argentinien                                                                         | 12. Mai 2017  |                           |
| Rosa Elisabeth Morgenthau | Friedrich-Ebert-Straße 48 ·  |      | Hier wohnte Rosa Elisabeth Morgenthau verh. Karlsberg Jg. 1911 Flucht 1935 Argentinien                                                           | 12. Mai 2017  |                           |
| Ferdinand Levi            | Modaustraße 3 ·              |      | Hier wohnte Ferdinand Levi Jg. 1884 Flucht 1938 Uruguay                                                                                          | 15. Okt. 2015 |                           |
| Berta Levi                | Modaustraße 3 ·              |      | Hier wohnte Berta Levi geb. Westerfeld Jg. 1895 Flucht 1938 Uruguay                                                                              | 15. Okt. 2015 |                           |
| Martin Levi               | Modaustraße 3 ·              |      | Hier wohnte Martin Levi Jg. 1921 Flucht 1938 Uruguay                                                                                             | 15. Okt. 2015 |                           |
| Julius Levi               | Modaustraße 3 ·              |      | Hier wohnte Julius Levi Jg. 1924 Flucht 1937 Uruguay                                                                                             | 15. Okt. 2015 |                           |
| Elsbeth Levi              | Modaustraße 3 ·              |      | Hier wohnte Elsbeth Levi Jg. 1930 Flucht 1938 Uruguay                                                                                            | 15. Okt. 2015 |                           |
| Albert Wolf               | Modaustraße 7 ·              |      | Hier wohnte Albert Wolf Jg. 1881 deportiert 1941 Minsk ermordet                                                                                  | 4. Feb. 2015  |                           |
| Selma Wolf                | Modaustraße 7 ·              |      | Hier wohnte Selma Wolf geb. Hahn Jg. 1891 deportiert 1941 Minsk ermordet                                                                         | 4. Feb. 2015  |                           |
| Manfred Wolf              | Modaustraße 7 ·              |      | Hier wohnte Manfred Wolf Jg. 1923 deportiert 1941 Minsk ermordet                                                                                 | 4. Feb. 2015  |                           |
| Margot Käte Wolf          | Modaustraße 7 ·              |      | Hier wohnte Margot Käte Wolf Jg. 1925 deportiert 1941 Minsk ermordet                                                                             | 4. Feb. 2015  |                           |
| Apollonia Riebel          | Niebelungenstraße 6 ·        |      | Hier wohnte Apollonia Riebel geb. Neff Jg. 1890 eingewiesen 1928 Heilanstalt Heppenheim 'verlegt' 20.5.1941 Hadamar ermordet 20.5.1941 Aktion T4 | 15. Okt. 2015 |                           |
| Abraham Bruchfeld         | Rathausstraße 19 ·           |      | Hier wohnte Abraham Bruchfeld Jg. 1857 unfreiwillig verzogen 1939 Darmstadt tot 4.3.1941                                                         | 15. Okt. 2015 |                           |
| Rosa Bruchfeld            | Rathausstraße 19 ·           |      | Hier wohnte Rosa Bruchfeld geb. Liebmann Jg. 1858 gedemütigt/entrechtet tot 7.6.1937                                                             | 15. Okt. 2015 |                           |
| Karl Grünewald            | Walther-Rathenau-Straße 11 · |      | Hier wohnte Karl Grünewald Jg. 1892 deportiert 1941 Minsk ermordet                                                                               | 12. Mai 2017  |                           |
| Charlotte Grünewald       | Walther-Rathenau-Straße 11 · |      | Hier wohnte Charlotte Grünewald geb. Grünebaum Jg. 1893 gedemütigt/entrechtet tot 5.5.1936                                                       | 12. Mai 2017  |                           |
| Erna Grünewald            | Walther-Rathenau-Straße 11 · |      | Hier wohnte Erna Grünewald Jg. 1923 deportiert 1941 Minsk ermordet                                                                               | 12. Mai 2017  |                           |
| Hanna Grünewald           | Walther-Rathenau-Straße 11 · |      | Hier wohnte Hanna Grünewald Jg. 1925 deportiert 1941 Minsk ermordet                                                                              | 12. Mai 2017  |                           |
| Otto Max Grünewald        | Walther-Rathenau-Straße 11 · |      | Hier wohnte Otto Max Grünewald Jg. 1929 deportiert 1941 Minsk ermordet                                                                           | 12. Mai 2017  |                           |
| Ferdinand Mayerfeld       | Walther-Rathenau-Straße 23 · |      | Hier wohnte Ferdinand Mayerfeld Jg. 1866 Flucht 1940 USA                                                                                         | 10. Nov. 2017 |                           |
| Katharina Mayerfeld       | Walther-Rathenau-Straße 23 · |      | Hier wohnte Katharina Mayerfeld geb. Schott Jg. 1865 Flucht 1940 USA                                                                             | 10. Nov. 2017 |                           |
| Sali Mayerfeld            | Walther-Rathenau-Straße 23 · |      | Hier wohnte Sali Mayerfeld Jg. 1904 Flucht 1938 USA                                                                                              | 10. Nov. 2017 |                           |
| Helene Mayerfeld          | Walther-Rathenau-Straße 23 · |      | Hier wohnte Helene Mayerfeld geb. Heidingsfeld Jg. 1907 Flucht 1938 USA                                                                          | 10. Nov. 2017 |                           |
| Martin Mayerfeld          | Walther-Rathenau-Straße 23 · |      | Hier wohnte Martin Mayerfeld Jg. 1933 Flucht 1938 USA                                                                                            | 10. Nov. 2017 |                           |
| Bernhard Mayerfeld        | Walther-Rathenau-Straße 23 · |      | Hier wohnte Bernhard Mayerfeld Jg. 1935 Flucht 1938 USA                                                                                          | 10. Nov. 2017 |                           |

## Erfelden
| Name                        | Adresse                       | Bild | Inschrift | Verlegedatum  | Biografie und Anmerkungen |
| --------------------------- | ----------------------------- | ---- | --- | ------------- | ------------------------- |
| Isaak Kahn                  | Bahnstraße 3 ·                |      | Hier wohnte Isaak Kahn Jg. 1893 Flucht 1936 USA                                                                            | 27. Okt. 2018 |                           |
| Paula Kahn                  | Bahnstraße 3 ·                |      | Hier wohnte Paula Kahn geb. Regenstein Jg. 1891 Flucht 1936 USA                                                            | 27. Okt. 2018 |                           |
| Erna Kahn                   | Bahnstraße 3 ·                |      | Hier wohnte Erna Kahn verh. Preis Jg. 1914 Flucht 1934 USA                                                                 | 27. Okt. 2018 |                           |
| Siegfried Kahn              | Bahnstraße 3 ·                |      | Hier wohnte Siegfried Kahn Jg. 1920 Flucht 1936 USA                                                                        | 27. Okt. 2018 |                           |
| Meta Kahn                   | Bahnstraße 3 ·                |      | Hier wohnte Meta Kahn Jg. 1922 Flucht 1936 USA                                                                             | 27. Okt. 2018 |                           |
| Max Kahn                    | Bahnstraße 3 ·                |      | Hier wohnte Max Kahn Jg. 1924 eingewiesen 1931 Alicestift Darmstadt 'verlegt' 7.2.1941 Hadamar ermordet 7.2.1941 Aktion T4 | 12. Apr. 2019 |                           |
| Isidor May                  | Bahnstraße 10 ·               |      | Hier wohnte Isidor May Jg. 1891 Flucht 1937 USA                                                                            | 26. Okt. 2019 |                           |
| Selma May                   | Bahnstraße 10 ·               |      | Hier wohnte Selma May geb. Bonnem Jg. 1888 Flucht 1937 USA                                                                 | 26. Okt. 2019 |                           |
| Elsa Herzfeld               | Bahnstraße 10 ·               |      | Hier wohnte Elsa Herzfeld geb. May Jg. 1919 Flucht USA                                                                     | 26. Okt. 2019 |                           |
| Max May                     | Bahnstraße 10 ·               |      | Hier wohnte Max May Jg. 1921 Flucht USA                                                                                    | 26. Okt. 2019 |                           |
| Rosa Sternfels              | Bahnstraße 22 ·               |      | Hier wohnte Rosa Sternfels geb. Simon Jg. 1871 deportiert 1942 Theresienstadt ermordet 26.9.1942                           | 27. Okt. 2018 |                           |
| Isidor Sternfels            | Bahnstraße 22 ·               |      | Hier wohnte Isidor Sternfels Jg. 1897 Flucht 1936 Argentinien                                                              | 27. Okt. 2018 |                           |
| Sigismund Sternfels         | Bahnstraße 22 ·               |      | Hier wohnte Sigismund Sternfels Jg. 1907 Flucht 1936 USA                                                                   | 27. Okt. 2018 |                           |
| Jenny Hammerstein           | Neugasse 61 ·                 |      | Hier wohnte Jenny Hammerstein geb. Sternfels Jg. 1900 Flucht 1935 Palästina                                                | 26. Okt. 2019 |                           |
| Martha Stern                | Neugasse 61 ·                 |      | Hier wohnte Martha Stern geb. Sternfels Jg. 1912 Flucht 1935 Palästina                                                     | 26. Okt. 2019 |                           |
| Julius Sternfels            | Wilhelm-Leuschner-Straße 18 · |      | Hier wohnte Julius Sternfels Jg. 1873 Flucht 1939 Südafrika                                                                | 25. März 2019 |                           |
| Frieda Sternfels            | Wilhelm-Leuschner-Straße 18 · |      | Hier wohnte Frieda Sternfels geb. Bruchfeld Jg. 1875 Flucht 1939 Südafrika                                                 | 25. März 2019 |                           |
| Ludwig Sternfels            | Wilhelm-Leuschner-Straße 18 · |      | Hier wohnte Ludwig Sternfels Jg. 1904 Flucht 1936 Südafrika                                                                | 25. März 2019 |                           |
| Elisabeth Therese Sternfels | Wilhelm-Leuschner-Straße 18 · |      | Hier wohnte Elisabeth Therese Sternfels geb. Levi Jg. 1907 Flucht 1936 Südafrika                                           | 25. März 2019 |                           |
| August Sternfels            | Wilhelm-Leuschner-Straße 40 · |      | Hier wohnte August Sternfels Jg. 1874 'Schutzhaft' 1938 Buchenwald deportiert 1942 Theresienstadt ermordet 27.12.1942      | 25. März 2019 |                           |
| Helene Sternfels            | Wilhelm-Leuschner-Straße 40 · |      | Hier wohnte Helene Sternfels geb. Fuld Jg. 1875 gedemütigt/entrechtet tot 14.11.1935 Erfelden                              | 25. März 2019 |                           |
| Arthur Sternfels            | Wilhelm-Leuschner-Straße 40 · |      | Hier wohnte Arthur Sternfels Jg. 1904 Flucht 1937 USA                                                                      | 25. März 2019 |                           |
| Irma Braunschweiger         | Wilhelm-Leuschner-Straße 40 · |      | Hier wohnte Irma Braunschweiger geb. Sternfels Jg. 1912 Flucht 1934 USA                                                    | 25. März 2019 |                           |
| Kary Schönfeld              | Wilhelm-Leuschner-Straße 40 · |      | Hier wohnte Kary Schönfeld geb. Sternfels Jg. 1915 Flucht 1934 USA                                                         | 25. März 2019 |                           |
| Abraham IV Sternfels        | Wilhelm-Leuschner-Straße 65 · |      | Hier wohnte Abraham IV Sternfels Jg. 1870 Flucht 1938 USA                                                                  | 25. März 2019 |                           |
| Julius Sternfels            | Wilhelm-Leuschner-Straße 65 · |      | Hier wohnte Julius Sternfels Jg. 1901 Flucht USA                                                                           | 25. März 2019 |                           |
| Sali 'Fred'Sternfels        | Wilhelm-Leuschner-Straße 65 · |      | Hier wohnte Sali 'Fred' Sternfels Jg. 1906 Flucht 1935 USA                                                                 | 25. März 2019 |                           |
| Janette Sternfels           | Wilhelm-Leuschner-Straße 65 · |      | Hier wohnte Janette Sternfels geb. Würzburger Jg. 1875 Flucht 1938 USA tot 1944 New York                                   | 26. Okt. 2019 |                           |

## Goddelau
| Name                    | Adresse                   | Bild | Inschrift | Verlegedatum  | Biografie und Anmerkungen |
| ----------------------- | ------------------------- | ---- | --- | ------------- | ------------------------- |
| Peter Reuter            | Friedrichstraße 41 ·      |      | Hier wohnte Peter Reuter Jg. 1904 im Widerstand/KPD mehrmals 'Schutzhaft' Flucht 1934 Frankreich Abschiebung Deutschland 1944 Buchenwald befreit/überlebt | 15. Nov. 2014 |                           |
| Max Fuld                | Hospitalstraße 15 ·       |      | Hier wohnte Max Fuld Jg. 1874 deportiert 1942 Theresienstadt ermordet 18.9.1942                                                                           | 19. Feb. 2014 |                           |
| Leopold Schellenberg    | Hospitalstraße 15 ·       |      | Hier wohnte Leopold Schellenberg Jg. 1884 deportiert 1942 ermordet im besetzten Polen                                                                     | 19. Feb. 2014 |                           |
| Klara Schellenberg      | Hospitalstraße 15 ·       |      | Hier wohnte Klara Schellenberg geb. Fuld Jg. 1882 deportiert 1941 Łodz/Litzmannstadt ermordet 8.4.1942                                                    | 19. Feb. 2014 |                           |
| Irma Schellenberg       | Hospitalstraße 15 ·       |      | Hier wohnte Irma Schellenberg verh. Oppenheimer Jg. 1913 Flucht 1939 USA überlebt                                                                         | 19. Feb. 2014 |                           |
| Julius Schellenberg     | Hospitalstraße 15 ·       |      | Hier wohnte Julius Schellenberg Jg. 1916 Flucht 1937 USA überlebt                                                                                         | 19. Feb. 2014 |                           |
| Adolph Schellenberg     | Hospitalstraße 23 ·       |      | Hier wohnte Adolph Schellenberg Jg. 1886 Flucht 1938 USA überlebt                                                                                         | 19. Feb. 2014 |                           |
| Ida Schellenberg        | Hospitalstraße 23 ·       |      | Hier wohnte Ida Schellenberg geb. Landecker Jg. 1891 Flucht 1938 USA überlebt                                                                             | 19. Feb. 2014 |                           |
| Bruno Schellenberg      | Hospitalstraße 23 ·       |      | Hier wohnte Bruno Schellenberg Jg. 1914 Flucht 1938 USA überlebt                                                                                          | 19. Feb. 2014 |                           |
| Nanny Änny Schellenberg | Hospitalstraße 23 ·       |      | Hier wohnte Nanny Änny Schellenberg Jg. 1916 Flucht 1938 USA überlebt                                                                                     | 19. Feb. 2014 |                           |
| Max Bruchfeld           | Starkenburger Straße 18 · |      | Hier wohnte Max Bruchfeld Jg. 1885 Flucht 1938 USA | 4. Feb. 2015  |                           |
| Rachel Bruchfeld        | Starkenburger Straße 18 · |      | Hier wohnte Rachel Bruchfeld geb. Fuchs Jg. 1895 Flucht 1938 USA                                                                                          | 4. Feb. 2015  |                           |
| Lutz Bruchfeld          | Starkenburger Straße 18 · |      | Hier wohnte Lutz Bruchfeld Jg. 1923 USA | 4. Feb. 2015  |                           |
| Ludwig Wreschner        | Weidstraße 18 ·           |      | Hier wohnte Ludwig Wreschner Jg. 1883 deportiert 1942 Theresienstadt ermordet 20.8.1944                                                                   | 4. Feb. 2015  |                           |
| Emma Wreschner          | Weidstraße 18 ·           |      | Hier wohnte Emma Wreschner geb. Montag Jg. 1875 deportiert 1942 Theresienstadt ermordet 14.2.1943                                                         | 4. Feb. 2015  |                           |
| Ernst Julius Wreschner  | Weidstraße 18 ·           |      | Hier wohnte Ernst Julius Wreschner Jg. 1910 Flucht 1938 Palästina                                                                                         | 4. Feb. 2015  |                           |
| Clothilde Amram         | Starkenburger Straße 17 · |      | Hier wohnte Clothilde Amram geb. Rothschild Jg. 1859 deportiert 1942 Theresienstadt ermordet 18.3.1943                                                    | 4. Feb. 2015  |                           |
| Isaak Veit              | Starkenburger Straße 17 · |      | Hier wohnte Isaak Veit Jg. 1884 deportiert 1942 Theresienstadt ermordet 8.3.1943                                                                          | 4. Feb. 2015  |                           |
| Berta Veit              | Starkenburger Straße 17 · |      | Hier wohnte Berta Veit geb. Amram Jg. 1894 deportiert 1942 Theresienstadt 1944 Auschwitz ermordet 18.10.1944                                              | 4. Feb. 2015  |                           |
| Erika Veit              | Starkenburger Straße 17 · |      | Hier wohnte Erika Veit Jg. 1911 deportiert 1942 Theresienstadt 1944 Auschwitz ermordet 18.10.1944                                                         | 4. Feb. 2015  |                           |
| Phillip Veit            | Starkenburger Straße 17 · |      | Hier wohnte Phillip Veit Jg. 1920 Flucht 1939 USA | 4. Feb. 2015  |                           |

## Leeheim
| Name                | Adresse                | Bild | Inschrift                                                                                            | Verlegedatum  | Biografie und Anmerkungen |
| ------------------- | ---------------------- | ---- | --- | ------------- | ------------------------- |
| Josef Regenstein    | Geinsheimer Straße 9 · |      | Hier wohnte Josef Regenstein Jg. 1866 gedemütigt/entrechtet tot 30.6.1935                            | 14. Mai 2018  |                           |
| Helena Regenstein   | Geinsheimer Straße 9 · |      | Hier wohnte Helena Regenstein geb. Bachenheimer Jg. 1883 Flucht 1938 USA                             | 14. Mai 2018  |                           |
| Karl Regenstein     | Geinsheimer Straße 9 · |      | Hier wohnte Karl Regenstein Jg. 1901 Flucht 1938 USA                                                 | 14. Mai 2018  |                           |
| Berthold Regenstein | Geinsheimer Straße 9 · |      | Hier wohnte Berthold Regenstein Jg. 1916 Flucht 1938 USA                                             | 14. Mai 2018  |                           |
| Theresia Pfortner   | Geinsheimer Straße 9 · |      | Hier wohnte Theresia Pfortner geb. Regenstein Jg. 1916 Flucht 1937 USA                               | 14. Mai 2018  |                           |
| Ludwig Regenstein   | Geinsheimer Straße 9 · |      | Hier wohnte Ludwig Regenstein Jg. 1918 Flucht 1938 USA                                               | 14. Mai 2018  |                           |
| Sally Löwenthal     | Hauptstraße 50 ·       |      | Hier wohnte Sally Löwenthal Jg. 1895 unfreiwillig verzogen Groß-Gerau gedemütigt/entrechtet tot 1935 | 10. Nov. 2017 |                           |
| Bertha Löwenthal    | Hauptstraße 50 ·       |      | Hier wohnte Bertha Löwenthal geb. Sternfels Jg. 1896 unfreiwillig verzogen Groß-Gerau Flucht USA     | 10. Nov. 2017 |                           |
| Kurt Löwenthal      | Hauptstraße 50 ·       |      | Hier wohnte Kurt Löwenthal Jg. 1927 unfreiwillig verzogen Groß-Gerau Flucht USA                      | 10. Nov. 2017 |                           |
| Edith Löwenthal     | Hauptstraße 50 ·       |      | Hier wohnte Edith Löwenthal Jg. 1929 unfreiwillig verzogen Groß-Gerau Flucht USA                     | 10. Nov. 2017 |                           |
| Samuel Moses        | Kirchstraße 13 ·       |      | Hier wohnte Samuel Moses Jg. 1883 Flucht 1937 USA                                                    | 10. Nov. 2017 |                           |
| Hedwig Moses        | Kirchstraße 13 ·       |      | Hier wohnte Hedwig Moses geb. Goldschmidt Jg. 1889 Flucht 1937 USA                                   | 10. Nov. 2017 |                           |
| Hertha Moses        | Kirchstraße 13 ·       |      | Hier wohnte Hertha Moses verh. Bär Jg. 1916 Flucht 1937 USA                                          | 10. Nov. 2017 |                           |
| Erich Daniel Moses  | Kirchstraße 13 ·       |      | Hier wohnte Erich Daniel Moses Jg. 1919 Flucht 1937 USA                                              | 10. Nov. 2017 |                           |
| Frieda Kornsand     | Klappergasse 5 ·       |      | Hier wohnte Frieda Kornsand geb. Grünebaum Jg. 1872 Flucht 1937 USA                                  | 14. Mai 2018  |                           |
| Heinrich Kornsand   | Klappergasse 5 ·       |      | Hier wohnte Heinrich Kornsand Jg. 1902 Flucht 1937 USA                                               | 14. Mai 2018  |                           |
| Otto Kornsand       | Klappergasse 5 ·       |      | Hier wohnte Otto Kornsand Jg. 1906 Flucht 1937 USA                                                   | 14. Mai 2018  |                           |

## Wolfskehlen
| Name                     | Adresse                 | Bild | Inschrift | Verlegedatum  | Biografie und Anmerkungen |
| ------------------------ | ----------------------- | ---- | --- | ------------- | ------------------------- |
| Lazarus Lachenbruch      | Ernst-Ludwig-Straße 8 · |      | Hier wohnte Lazarus Lachenbruch Jg. 1869 unfreiwillig verzogen 1939 Darmstadt gedemütigt/entrechtet tot 26.4.1939           | 19. Feb. 2014 |                           |
| Moritz Lichtenstein      | Ernst-Ludwig-Straße 8 · |      | Hier wohnte Moritz Lichtenstein Jg. 1894 deportiert 1942 Piaski ermordet 2.8.1942 Majdanek                                  | 19. Feb. 2014 |                           |
| Lina Lichtenstein        | Ernst-Ludwig-Straße 8 · |      | Hier wohnte Lina Lichtenstein geb. Lachenbruch Jg. 1899 deportiert 1942 Piaski ermordet                                     | 19. Feb. 2014 |                           |
| Kurt Isidor Lichtenstein | Ernst-Ludwig-Straße 8 · |      | Hier wohnte Kurt Isidor Lichtenstein Jg. 1929 deportiert 1942 Piaski ermordet                                               | 19. Feb. 2014 |                           |
| Herbert Lichtenstein     | Ernst-Ludwig-Straße 8 · |      | Hier wohnte Herbert Lichtenstein Jg. 1932 deportiert 1942 Piaski ermordet                                                   | 19. Feb. 2014 |                           |
| Ferdinand Jakob          | Gernsheimer Straße 6 ·  |      | Hier wohnte Ferdinand Jakob Jg. 1881 'Schutzhaft' 1938 Sachsenhausen deportiert 1942 Theresienstadt 1944 Auschwitz ermordet | 15. Nov. 2014 |                           |
| Ida Johanna Jakob        | Gernsheimer Straße 6 ·  |      | Hier wohnte Ida Johanna Jakob geb. Neustädter Jg. 1884 deportiert 1942 Theresienstadt ermordet 7.10.1942                    | 15. Nov. 2014 |                           |
| Helene Jakob             | Gernsheimer Straße 6 ·  |      | Hier wohnte Helene Jakob Jg. 1914 Flucht 1939 USA                                                                           | 15. Nov. 2014 |                           |
| Alice Jakob              | Gernsheimer Straße 6 ·  |      | Hier wohnte Alice Jakob Jg. 1917 deportiert 1942 Theresienstadt 1944 Auschwitz ermordet                                     | 15. Nov. 2014 |                           |
| Jochanan Jakob           | Gernsheimer Straße 6 ·  |      | Hier wohnte Jochanan Jakob Jg. 1939 deportiert 1942 Theresienstadt 1944 Auschwitz ermordet                                  | 15. Nov. 2014 |                           |
| Rosa Babette Oppenheimer | Kirchplatz 6 ·          |      | Hier wohnte Rosa Babette Oppenheimer geb. Oppenheimer Jg. 1883 unfreiwillig verzogen 1936 Frankfurt Schicksal unbekannt     | 15. Nov. 2014 |                           |